# Àcid estearidònic
L'àcid estearidònic o àcid moròctic, i de nom sistemàtic àcid (6Z,9Z,12Z,15Z)-octadeca-6,9,12,15-tetraenoic, és un àcid carboxílic polinsaturat de cadena lineal amb devuit àtoms de carboni, la qual fórmula molecular és {\displaystyle {\ce {C18H28O2}}}. En bioquímica és considerat un àcid gras ω-3, ja que té un doble enllaç C=C situat entre el carboni 3 i el 4 començant per l'extrem oposat al grup carboxil, i se simbolitza per C18:4 i per SDA, que fa referència al fet que té en total quatre enllaços dobles C=C, tots ells en conformació cis.

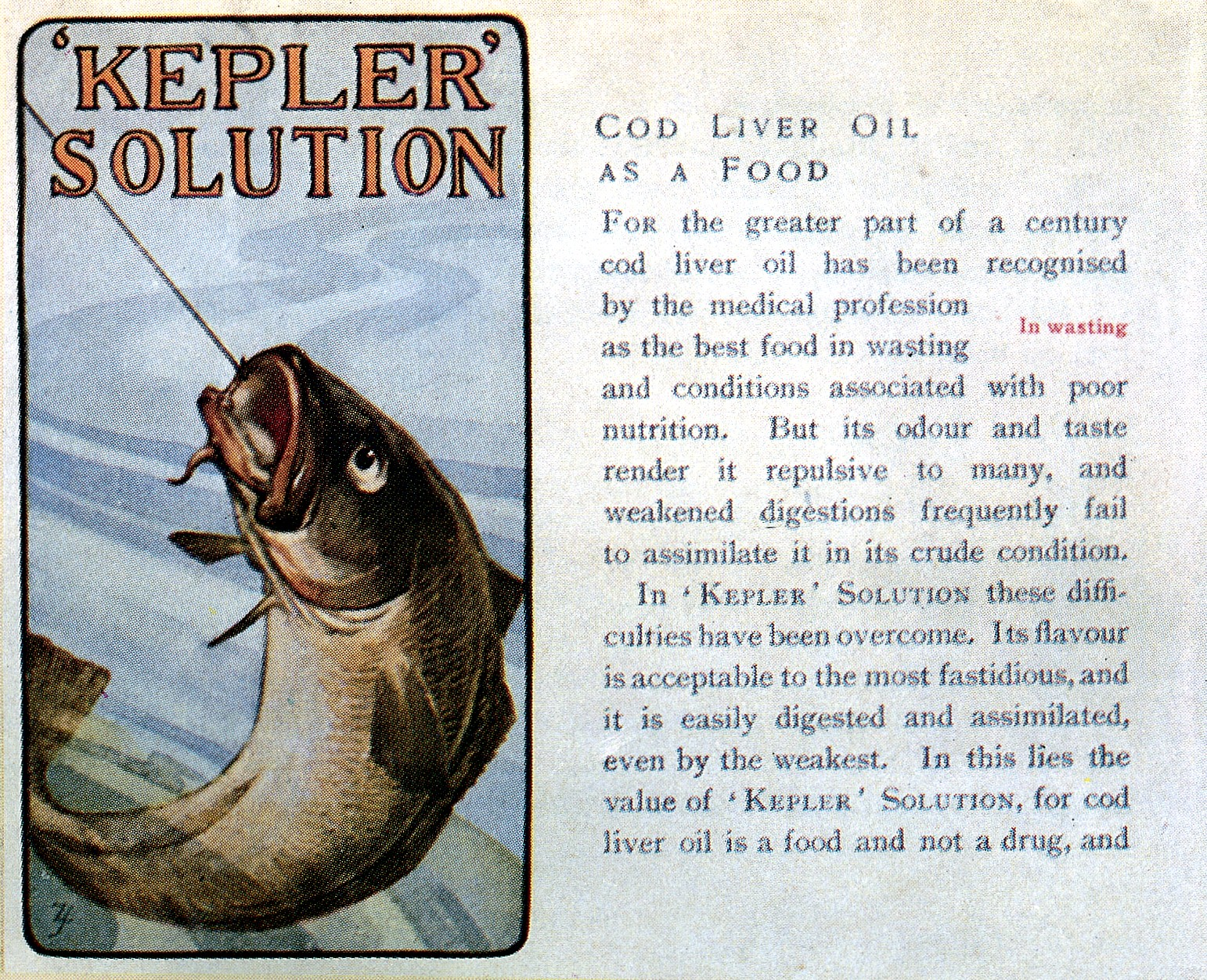
Etiqueta d'un oli de fetge de bacallà preparat com a complement nutricional

A temperatura ambient és un líquid de color groc pàl·lid. El seu punt de fusió està entre –57,4 °C i –56,6 °C, i el seu índex de refracció a 16 °C val 1,4888. Els investigadors japonesos Bunsuke Suzuki i Yutaka Masuda l'identificaren el 1928 a l'oli de fetge de bacallà i li donaren el nom d'àcid estearidònic perquè és semblant estructuralment a l'àcid araquidònic, {\displaystyle {\ce {C20H32O2}}}, i perquè en hidrogenar-lo es transforma en àcid esteàric, {\displaystyle {\ce {C18H36O2}}}. El 1935 els també japonesos Y. Toyama i T. Tsuchiya aïllaren un àcid de la sardina que anomenaren àcid moròctic, del japonès morokuti, 'sardina', que identificaren com l'àcid (4Z,8Z,12Z,15Z)-octadecatetra-4,8,12,15-enoic i que, el 1958, el sud-africà M. Matic descobrí que era un error i que en realitat era l'àcid estearidònic.
De manera natural es troba en els peixos i en plantes de la família de les boraginàcies, com Lapula squarosa que en conté un 23,4 % en el seu oli o Lithospermum arvense, un 18,8 %; en primulàcies, com Primula sikkimensis, un 14,6 % o Primula floridae, un 12,2 %; i en saxifragàcies, com Ribes rubrum, un 3,9 % o Ribes nigrum, un 3,1 %.
L'àcid estearidònic es produeix de novo a partir de l'àcid α-linolènic en una reacció de desaturació catalitzada per l'enzim Δ6-desaturasa, una reacció extremadament ineficient en humans. I és un àcid gras intermediari en la via biosintètica per a donar àcids grassos llargs ω-3 (especialment àcid eicosapentaenoic o EPA). Per això la conversió de l'àcid estearidònic en EPA és més eficient que a partir de l'àcid α-linolènic. No obstant això, hi ha pocs recursos alimentaris rics en àcid estearidònic. Els cultius de plantes naturalment riques en àcid estearidònic o enriquides a través de la modificació genètica poden oferir un oli suplementari alternatiu per augmentar els nivells d'àcids grassos llargs ω-3 en la població, especialment si no consumeixen peix fresc.